# Wim van der Kroft
Willem Frederik van der Kroft (ur. 16 sierpnia 1916 w Haarlemie, zm. 21 marca 2001 w Den Helder) – holenderski kajakarz, medalista olimpijski, trzykrotny olimpijczyk.

## Kariera sportowa
Wraz z Nicolaasem Tatesem zdobył dwa brązowe medale w wyścigach kajaków dwójek (K-2) na dystansach 1000 metrów i 10 000 metrów na mistrzostwach Europy w 1934 w Kopenhadze. Van der Kroft i Tates zdobyli brązowy medal w wyścigu kajaków dwójek na dystansie 1000 metrów na igrzyskach olimpijskich w 1936 w Berlinie, ulegając tylko osadom austriackiej i niemieckiej.
Po II wojnie światowej Van der Kroft startował w konkurencji jedynek (K-1). Zajął 5. miejsce w wyścigu jedynek na 1000 metrów na igrzyskach olimpijskich w 1948 w Londynie, 5. miejsce na 500 metrów i 8. miejsce na 1000 metrów na mistrzostwach świata w 1950 w Kopenhadze oraz 4. miejsce na 1000 metrów na igrzyskach olimpijskich w 1952 w Helsinkach.